# Bour (Luxembourg)
Pour les articles homonymes, voir Bour.
Bour (luxembourgeois : Bur) est une section de la commune luxembourgeoise de Helperknapp située dans le canton de Mersch.